# Реветь (присілок)
Ре́веть (рос. Реветь, башк. Рәүәт) — присілок у складі Бєлорєцького району Башкортостану, Росія. Входить до складу Інзерської сільської ради.
Населення — 61 особа (2010; 67 в 2002).
Національний склад:
- башкири — 42%
- росіяни — 40%